# John McConnell (acteur)
John McConnell (né le 13 novembre 1958 à Bâton-Rouge), alias Spud McConnell, est un acteur et animateur de radio américain basé à La Nouvelle-Orléans, en Louisiane. Conservateur, il anime l'émission The Spud Show sur WWL (AM) et WWL-FM (en).
Il apparaît dans un rôle secondaire dans la série Treme sur HBO de David Simon jouant un DJ sur la radio WWOZ.
Il joue également le rôle de l'adjoint du shérif dans le film des frères Coen, Ladykillers (2004).

## Filmographie
- 2016 : Hap and Leonard : Beau Otis